# Helicopage
Helicopage là một chi bướm đêm thuộc họ Geometridae.